# 爆肚

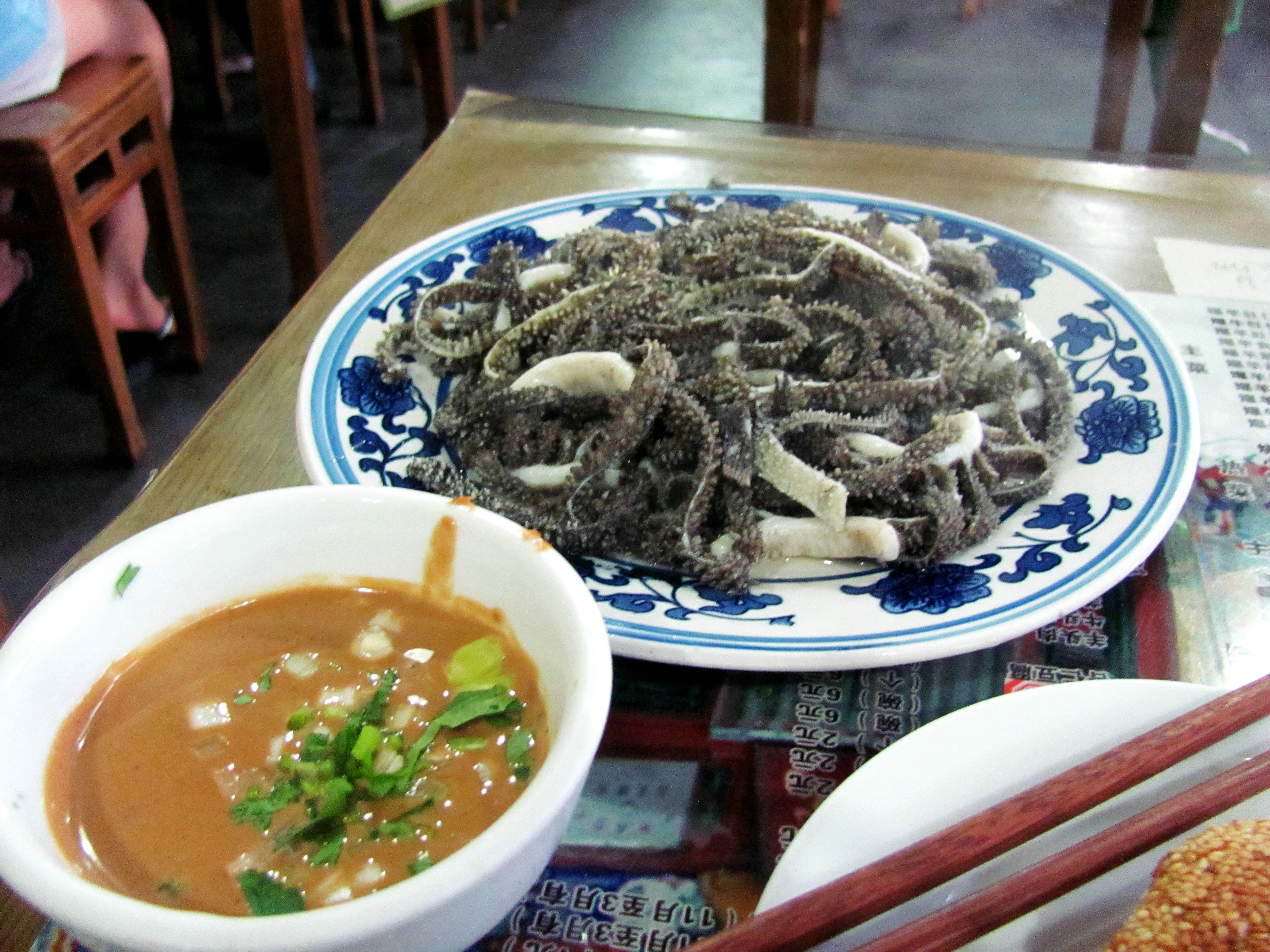
爆肚の例

爆肚（パァォ ドゥー、拼音:bào dǔ）は、北京料理の1つ。内臓料理である。
もともとはムスリム料理であり、中国では清代に乾隆帝の時代から食されていたという記録がある。
新鮮な牛や羊の胃（センマイ、ミノ）を、それぞれの部位ごとに様々な切り方で切り分けてから調理される料理であり、大きく分けると「塩爆」、「油爆」、「水爆」の3種類の調理法がある。
「爆」は料理の技法を表し、熱い油や熱湯で瞬時に火を通すという技法で作られた料理であることを示すものである。
北京で単に「爆肚」といった場合には、水爆羊肚を指す。牛の胃と羊の胃を細かくみじん切りか千切りにし、熱湯に入れて素早く掬い上げ、油、芝麻醤、酢、ラー油、パクチー、ネギなどの調味料と共に食する。
爆肝を食するには以下の点が肝要となる。
- 熱いうちに食する[3]。
冷めたら、生の状態に戻り、味が落ちるため。
- おいしいタレは必須[3]。
- 醤豆腐とニラの花を入れてはいけない[3]。
味が濃厚なので、爆肚自身の味を隠してしまうため。
- 正しい順番で食べる[3]。
爆肚は「まず新鮮なこと。次に歯切れの良さ。最後に柔らかさ」が重視される。
つまり、噛みにくいものを先に食べ、噛みやすいものを最後に食べる。